# Bombardowanie Yarmouth i Lowestoft

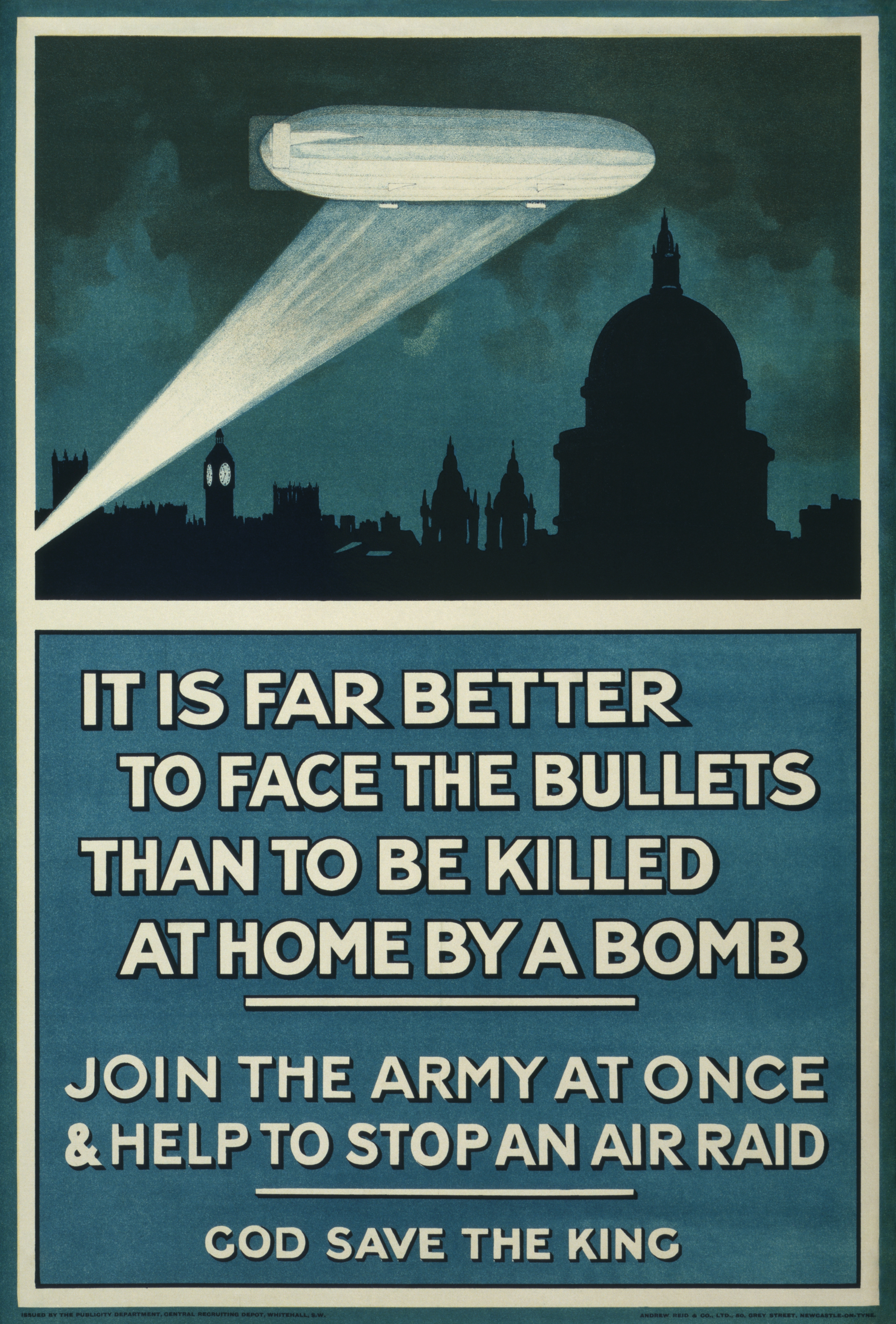
Plakat rekrutacyjny ukazujący niemieckie naloty zepelinów

Bombardowanie Yarmouth i Lowestoft – bitwa morska stoczona podczas I wojny światowej pomiędzy flotami Wielkiej Brytanii i Cesarstwa Niemieckiego na Morzu Północnym. W nocy z 24 na 25 kwietnia 1916 roku niemieckie krążowniki liniowe zbombardowały dwa miasta na wschodnim wybrzeżu Anglii: Lowestoft i Great Yarmouth. Głównym celem działań niemieckich było zmuszenie większych sił Royal Navy do pościgu za atakującymi miasta krążownikami i naprowadzenie ich wprost w kierunku oczekujących w zasadzce sił głównych Hochseeflotte. O ile samo bombardowanie miast spowodowało pewne straty materialne i wywołało wzburzenie brytyjskiej opinii publicznej, to cel strategiczny nie został zrealizowany: atakowane przez lekkie siły okręty niemieckie wycofały się zanim jednostki Grand Fleet zdołały się do nich zbliżyć. W efekcie obie floty poniosły niewielkie straty: po stronie brytyjskiej uszkodzone zostały krążownik lekki i niszczyciel, po niemieckiej jeden krążownik liniowy, w wyniku wejścia na minę w trakcie rejsu w stronę wybrzeży brytyjskich.

## Strategia Hochseeflotte na początku 1916 roku
Na początku 1916 roku nastąpiła zmiana na stanowisku dowódcy Hochseeflotte: ciężko chorego admirała Hugo von Pohla (zmarł w szpitalu 23 lutego) zastąpił Reinhard Scheer, zwolennik ofensywnych działań ciężkich okrętów Kaiserliche Marine. Oznaczało to zmianę strategii niemieckiej na morzu. Według planów admirała Scheera lekkie siły oraz krążowniki liniowe 1. Grupy Rozpoznawczej (niem.: 1. Aufklärungsgruppe) dowodzonej przez kontradmirała Franza von Hippera miały swymi działaniami wywabić okręty Grand Fleet w morze, gdzie starłyby się z oczekującymi w zasadzce pancernikami Hochseeflotte. Korzystając z chwilowej przewagi Niemcy powinni zwyciężyć przeciwnika i uzyskać panowanie na morzu, niezbędne dla przełamania blokady alianckiej i przeprowadzenia zwycięskiej ofensywy lądowej na froncie zachodnim.
Już w lutym 1916 roku zaatakowane zostały brytyjskie trałowce operujące o okolicach Ławicy Dogger. W marcu okręty niemieckie dwukrotnie wychodziły w morze, nie napotykając jednak przeciwnika. Kolejna akcja zaplanowana została na 21 i 22 kwietnia 1916 roku. Tym razem jednostki niemieckie miały zbombardować cele na wschodnim wybrzeżu Anglii, jednak została ona przerwana wskutek wejścia na minę na nierozpoznanym polu minowym lekkiego krążownika SMS „Graudenz”.
Zwiększona aktywność floty niemieckiej oraz naloty sterowców na angielskie miasta wywołały wkrótce kontrakcję Brytyjczyków. Przejawiała się ona w intensyfikacji działań okrętów Grand Fleet i Harwich Force (lekkie okręty działające w rejonie kanału La Manche i na Morzu Północnym) oraz atakach lotniczych na bazy sterowców, przeprowadzanych przez wodnosamoloty przenoszone przez transportowce wodnosamolotów. Okręty Grand Fleet, dowodzone przez admirała Johna Jellicoe oraz krążowniki liniowe admirała Davida Beatty'ego patrolowały w dniu 22 kwietnia wody Skagerraku wzdłuż wybrzeża Danii, jednak po serii kolizji spowodowanych złą pogodą (HMAS „Australia” zderzył się z HMS „New Zealand”, HMS „Neptune” ze statkiem handlowym, uszkodzeniom uległo również kilka niszczycieli) powróciły do baz w Rosyth i Scapa Flow celem uzupełnienia zapasów paliwa.

## Atak na Lowestoft i Great Yarmouth
Niemcy zdecydowani byli jak najszybciej powtórzyć akcję przeciwko angielskim miastom. Krążowniki liniowe 1. Grupy Rozpoznawczej, dowodzonej w zastępstwie chorego admirała Hippera przez wiceadmirała Friedricha Bödickera, wyszły w morze z kotwicowiska u ujścia rzeki Jade rano 24 kwietnia 1916 roku. Celem było zbombardowanie Lowestoft i Great Yarmouth. Oba miasta nie zostały wybrane przypadkiem: Lowestoft było bazą brytyjskich sił minowych, w Yarmouth stacjonowały brytyjskie okręty podwodne. Zgodnie z planem, w ślad za krążownikami liniowymi podążały główne siły Hochseeflotte pod dowództwem admirała Scheera. Swoje pozycje na podejściach do baz brytyjskich zajęły także U-Booty, których zadaniem było meldowanie o ruchach Royal Navy oraz przeprowadzenie w sprzyjających warunkach ataków na wykryte jednostki.
W skład 1. Grupy Rozpoznawczej wchodziły krążowniki liniowe: flagowy SMS „Seydlitz”, „Lützow”, „Derfflinger”, „Moltke” i „Von der Tann”, osłaniane przez sześć krążowników lekkich i dwie flotylle niszczycieli (w nomenklaturze niemieckiej dużych torpedowców). Po południu 24 kwietnia „Seydlitz” wszedł na minę, rozrywając kadłub na długości około 15 metrów i tracąc jedenastu zabitych członków załogi. Uszkodzony krążownik został odesłany do Wilhelmshaven w eskorcie dwóch niszczycieli, zaś pozostałe okręty kontynuowały operację. Admirał Bödicker przeniósł się ze swoim sztabem na SMS „Lützow”.
Brytyjczycy mieli informacje o ruchach floty niemieckiej dzięki przechwytywanym i dekodowanym w Room 40 sygnałom radiowym. Po południu 24 kwietnia okręty admirała Jellicoe zostały postawione w stan gotowości bojowej, zaś o godzinie 19:05 otrzymały rozkaz wypłynięcia ze Scapa Flow. Również operujące na kanale La Manche jednostki Harwich Force pod dowództwem komodora Reginalda Tyrwhitta (trzy lekkie krążowniki i osiemnaście niszczycieli) otrzymały rozkaz skierowania się na północ dla wzmocnienia ochrony wybrzeża.
O godzinie 3:50 nad ranem 25 kwietnia okręty niemieckiej eskorty nawiązały kontakt wzrokowy z nadciągającymi jednostkami Harwich Force. Także Brytyjczycy dostrzegli eskadrę niemiecką zbliżającą się do wybrzeża Anglii i komodor Tyrwhitt niezwłocznie zameldował o tym swojemu dowództwu, które poleciło admirałowi Jellicoe zmienić kurs dla przechwycenia Niemców. Admirał Bödicker zignorował obecność lekkich sił brytyjskich w pobliżu i o godzinie 4:10 wydał swoim czterem krążownikom liniowym rozkaz otwarcia ognia w kierunku Lowestoft. Podczas około dziesięciominutowego ostrzeliwania brzegu Niemcy zniszczyli dwie baterie brzegowe i około 200 domów w Lowestoft, zabijając trzech i raniąc dwunastu ludzi. „Moltke” został trafiony pojedynczym pociskiem któregoś z dział artylerii nadbrzeżnej, nie ponosząc większych szkód. Następnie Niemcy popłynęli w stronę Yarmouth, lecz tam gęsta mgła przeszkodziła im w prowadzeniu celnego i skutecznego ognia artyleryjskiego, dlatego okręty oddały tylko kilka niecelnych salw (najdłużej ostrzeliwali wybrzeże artylerzyści SMS „Derfflinger”).

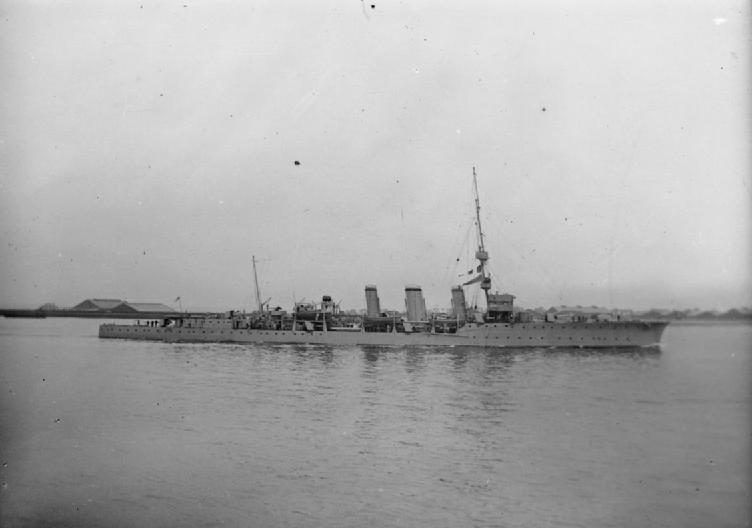
HMS „Conquest”

W tym czasie interweniujące okręty Reginalda Tyrwhitta starły się z osłoną zespołu niemieckiego, która starała się wciągnąć Brytyjczyków w zasięg dział artylerii głównej krążowników liniowych. Po zorientowaniu się w sytuacji okręty brytyjskie zawróciły na południe, jednak krążownik „Conquest” i niszczyciel „Laertes” zostały trafione, odnosząc uszkodzenia i tracąc 21 zabitych (kolejny marynarz zmarł później w wyniku odniesionych ran). Niemcy nie wykorzystali jednak swej przewagi, admirał Bödicker obawiał się nadciągnięcia sił głównych Grand Fleet oraz ataków okrętów podwodnych i zdecydował się wycofać. Okręty Harwich Force postępowały w ślad za nim, jednak w obawie przed spotkaniem przeważających sił przeciwnika, otrzymały wkrótce rozkaz zaprzestania pościgu. Jednostki Grand Fleet, żeglując po wzburzonym morzu, nie były w stanie przechwycić wycofujących się Niemców.

## Ocena i skutki ataku
Niemiecka akcja nie przyniosła oczekiwanych rezultatów. Niewielkie zniszczenia w bombardowanych miastach, uszkodzenie lekkiego krążownika i niszczyciela oraz zatopienie dwóch pomocniczych jednostek nie mogło zrekompensować poważnego uszkodzenia krążownika liniowego „Seydlitz”, który przez ponad miesiąc pozostawał w remoncie. Nie został także osiągnięty cel strategiczny: wciągnięcie do bitwy i zniszczenie części sił głównych Royal Navy. Ostrożna taktyka niemieckiego dowódcy uchroniła przed zniszczeniem o wiele słabszy zespół Harwich Force.
W Wielkiej Brytanii kolejne bombardowanie nadbrzeżnych miejscowości wywołało panikę i falę krytyki dowództwa marynarki. Rząd zdecydował o przebazowaniu części sił do portów na południu, aby w razie kolejnego zagrożenia móc interweniować bardziej zdecydowanie.